# Denderleeuw

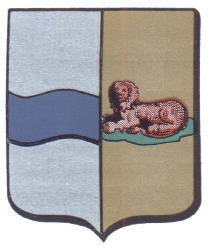
Brasão de Denderleeuw

Denderleeuw é um município belga da província de Flandres Oriental. O município é constituído pelas vilas de   Denderleeuw , Iddergem e Welle. Em 1 de Janeiro de 2006, o município tinha uma população de 17.357 habitantes, uma superfície total de km² e uma densidade populacional de 1260 habitantes por km².